# Панайотис Спилиадис
Панайотис Спилиадис (на гръцки: Παναγιώτης Σπηλιάδης) е гръцки военен, деец на Гръцката въоръжена пропаганда в Македония от началото на XX век.

## Биография
Спилиадис служи в Гръцката армия като капитан. Изпратен е от Атинския македонски комитет в гръцкото консулство в Битоля, за да организира гръцките андартски чети с псевдонима Параскеваидис (Παρασκευαΐδης). В Битоля Спилиадис развива широка дейност и консулството се превръща в център на гръцката революционна активност в Югозападна Македония.